# Dywizje zmechanizowane ZSRR i Federacji Rosyjskiej w latach 1989–2008
Dywizje zmechanizowane ZSRR i Federacji Rosyjskiej w latach 1989–2008 – zmechanizowane związki taktyczne Armii Radzieckiej, potem Federacji Rosyjskiej i innych państw byłego ZSRR.

## Struktura organizacyjna
Ze względu na specyfikę teatrów działań wojennych, struktura organizacyjna poszczególnych dywizji pancernych nieco się od siebie różniła. W 1989 w Siłach Zbrojnych Związku Radzieckiego funkcjonowało 25 różnych etatów dywizji zmechanizowanych (zmotoryzowanych).
Zasadnicza ich struktura  była w zasadzie podobna:
- dowództwo dywizji
- trzy pułki zmechanizowane
- pułk czołgów
- pułk artylerii samobieżnej[a]
- pułk przeciwlotniczy
- batalion czołgów
- batalion rozpoznawczy i WRE[b]
- batalion łączności (dowodzenia)
- batalion saperów[c]
- batalion zaopatrzenia[d]
- batalion remontowy[e]
- batalion medyczny

## Lista dywizji zmechanizowanych
| Dywizje radzieckie i FR w latach 1989–2008 | Dywizje radzieckie i FR w latach 1989–2008       | Dywizje radzieckie i FR w latach 1989–2008 |
| Nazwa                                      | Zmiany                                           | Podporządkowanie                           |
| ------------------------------------------ | ------------------------------------------------ | ------------------------------------------ |
| 1 Dywizja Zmechanizowana                   | Przeformowana w 7BZ                              | 11 Armia / Kaliningrad                     |
| 2 Dywizja Zmechanizowana                   | Utrzymana do 2008                                | Moskiewski OW Kalininiec                   |
| 3 Dywizja Zmechanizowana                   | Przekazana WB FB - rozformowana                  |                                            |
| 3 Dywizja Zmechanizowana                   | Sformowana 1.07.1997 na bazie 31 i 47 DPanc      | Moskiewski OW /22A / Dzierżyńsk            |
| 4 Dywizja Zmechanizowana                   | Rozformowana w 1989                              |                                            |
| 5 Dywizja Zmechanizowana                   | Rozformowana w 1989                              |                                            |
| 6 Dywizja Zmechanizowana                   | Przeformowana w 166 BZ, 70 BSU                   | Zachodnia GW do Moskiewskiego OW Twer      |
| 8 Dywizja Zmechanizowana                   |                                                  | Przekazana Kirgizji                        |
| 9 Dywizja Zmechanizowana                   | Przeformowana w 131 BZ                           | PKOW /12KA/ Majkop                         |
| 10 Dywizja Zmechanizowana                  |                                                  | Przekazana Gruzji                          |
| 13 Dywizja Zmechanizowana                  | Przeformowana w BZ, BSU                          | Syberyjski OW / 41ABijsk                   |
| 11 Dywizja Zmechanizowana                  | Przeformowana w BSU                              | Zabajkalski OW / 36A /Bezrecze             |
| 12 Dywizja Zmechanizowana                  | Przeformowana w 5517BSU w 1990                   | Zabajkalski OW Ułan Ude                    |
| 15 Dywizja Zmechanizowana                  |                                                  | Przekazana Armenii                         |
| 16 Dywizja Zmechanizowana                  | Rozformowana w 1991                              |                                            |
| 17 Dywizja Zmechanizowana                  |                                                  | Przekazana Ukrainie                        |
| 18 Dywizja Forteczna                       | Utrzymana do 2008                                | Dalekowschodni OW                          |
| 18 Dywizja Zmechanizowana                  | Przeformowana w BSU                              | 11A / Czerniachowsk                        |
| 19 Dywizja Zmechanizowana                  | Utrzymana do 2008                                | PKOW / 42KA / Władykaukaz                  |
| 20 Dywizja Zmechanizowana                  | Utrzymana do 2008                                | 8 Korpus Armijny / Wołgograd               |
| 21 Dywizja Zmechanizowana                  | Przeformowana w 180BZ, następnie BSU             | Syberyjski OW /41A/ Omsk                   |
| 22 Dywizja Zmechanizowana                  | Utrzymana do 2002 przeformowana w 40BZ           | Dalekowschodni OW/ Kamczatka               |
| 23 Dywizja Zmechanizowana                  |                                                  | Przekazana Azerbejdżanowi                  |
| 24 Dywizja Zmechanizowana                  |                                                  | Przekazana Ukrainie                        |
| 25 Dywizja Zmechanizowana                  |                                                  | Przekazana Ukrainie                        |
| 26 Dywizja Zmechanizowana                  | Rozformowana - 1989                              |                                            |
| 27 Dywizja Zmechanizowana                  | Utrzymana do 2008                                | PU OW, Tockoje                             |
| 28 Dywizja Zmechanizowana                  |                                                  | Przekazana Ukrainie                        |
| 29 Dywizja Zmechanizowana                  | Utrzymana do 2008                                | Dalekowschodni OW / 5A/ Kamień Rybołow     |
| 30 Dywizja Zmechanizowana                  |                                                  | Przekazana Białorusi                       |
| 32 Dywizja Zmechanizowana                  | Przeformowana w 5210BSU w 1990                   | Moskiewski OW/ Kalinin                     |
| 33 Dywizja Zmechanizowana                  | Przeformowana w BSU                              | Dalekowschodni OW / 51A/ Homutowo          |
| 34 Dywizja Zmechanizowana                  | Utrzymana do 2008                                | PUOW Jekaterynburg                         |
| 35 Dywizja Zmechanizowana                  | Rozformowana w 1992                              |                                            |
| 36 Dywizja Zmechanizowana                  | Rozformowana w 1992                              |                                            |
| 37 Dywizja Zmechanizowana                  | Przeformowana w BSU                              | Leningradzki OW / 6A/ Nagornyj             |
| 38 Dywizja Zmechanizowana                  | Przeformowana w 131 Dywizja Forteczna            | Zabajkalski OW / 36A / Sreteńsk            |
| 39 Dywizja Zmechanizowana                  | Rozformowana w 1992                              |                                            |
| 40 Dywizja Zmechanizowana                  | Przekazana WB Flocie Oceanu Spokojnego           |                                            |
| 41 Dywizja Zmechanizowana                  | Rozformowana w 1992                              |                                            |
| 42 Dywizja Zmechanizowana                  | Rozformowana w 1992 jako 173 Centeum Szkolenia   |                                            |
| 43 Dywizja Zmechanizowana                  | 469 Centrum Szkolenia                            | Kujbyszew                                  |
| 45 Dywizja Zmechanizowana                  | Przeformowana w 138 BZ                           | Leningradzki OW / 30 KA/ Kamienka          |
| 46 Dywizja Zmechanizowana                  | Rozformowana w 1989                              |                                            |
| 48 Dywizja Zmechanizowana                  | W latach 1990–1991 przekazana KGB                |                                            |
| 50 Dywizja Zmechanizowana                  |                                                  | Przekazana Białorusi                       |
| 51 Dywizja Zmechanizowana                  |                                                  | Przekazana Ukrainie                        |
| 52 Dywizja Zmechanizowana                  | Rozformowana w 1992                              |                                            |
| 54 Dywizja Zmechanizowana                  | Przeformowana w BZ, następnie 35BSU              | Leningradzki OW / 6A / Alakurti            |
| 56 Dywizja Zmechanizowana                  | Rozformowanaw 1992                               |                                            |
| 57 Dywizja Zmechanizowana                  | Rozformowana w 1992                              |                                            |
| 58 Dywizja Zmechanizowana                  |                                                  | Przekazane Turkmenii                       |
| 59 Dywizja Zmechanizowana                  | Przeformowana w 8 BZ w 1997 do 2002 rozformowana |                                            |
| 60 Dywizja Zmechanizowana                  |                                                  | Przekazana Azerbejdżanowi                  |
| 61 Dywizja Zmechanizowana                  |                                                  | Przekazana Turkmenii                       |
| 62 Dywizja Zmechanizowana                  | Rozformowanaw 1993                               |                                            |
| 63 Dywizja Zmechanizowana                  | 56 Centrum Szkolenia                             | Leningradzki OW Sertołowo                  |
| 64 Dywizja Zmechanizowana                  | Przeformowana w 36BSU                            | Leningradzki OW / 30KA Sapemoje            |
| 65 Dywizja Zmechanizowana                  |                                                  | Przekazana Ukrainie                        |
| 67 Dywizja Zmechanizowana                  | Utrzymana do 2008                                | Dalekowschodni OW/35A Skoworodino          |
| 68 Dywizja Zmechanizowana                  |                                                  | Przekazana Kazachstanowi                   |
| 69 Dywizja Zmechanizowana                  | Przeformowana w 5189BSU w 1989                   | Leningradzki OW/26KA Wologda               |
| 70 Dywizja Zmechanizowana                  | Rozformowana w 1991                              |                                            |
| 71 Dywizja Zmechanizowana                  | Przeformowana w 5186BSU (30BZ) w 1989            | Leningradzki OW /6A / Pietrozawdzk         |
| 72 Dywizja Zmechanizowana                  |                                                  | Przekazana Ukrainie                        |
| 73 Dywizja Zmechanizowana                  | Rozformowana w 1989                              |                                            |
| 74 Dywizja Zmechanizowana                  | Rozformowana w 1989                              |                                            |
| 75 Dywizja Zmechanizowana                  | Rozformowana w 1992                              |                                            |
| 77 Dywizja Zmechanizowana                  | Przekazana WB Flocie Północnej, rozformowana     |                                            |
| 78 Dywizja Zmechanizowana                  | Przeformowana w 1989 5355 BSU                    | UOW Czebarkul                              |
| 79 Dywizja Zmechanizowana                  | Przeformowana w 174 BZ , następnie w BSU         | Dalekowschodni OW/51A / Poronajsk          |
| 89 Dywizja Zmechanizowana                  |                                                  | Przekazana Kazachstanowi                   |
| 81 Dywizja Zmechanizowana                  | Utrzymana w 2008                                 | Dalekowschodni OW/5A/ Bikin                |
| 82 Dywizja Zmechanizowana                  | Rozformowana w 1989                              |                                            |
| 83 Dywizja Zmechanizowana                  | Rozformowana w 1989                              |                                            |
| 84 Dywizja Zmechanizowana                  |                                                  | Przekazana Turkmenii                       |
| 85 Dywizja Zmechanizowana                  | Utrzymana do 2008                                | Syberyjski OW/ Nowosybirsk                 |
| 86 Dywizja Zmechanizowana                  | Rozformowana w 1990                              |                                            |
| 87 Dywizja Zmechanizowana                  | Rozformowana w 1989                              |                                            |
| 88 Dywizja Zmechanizowana                  |                                                  |                                            |
| 91 Dywizja Zmechanizowana                  | Rozformowana w 1989                              |                                            |
| 92 Dywizja Zmechanizowana                  |                                                  | Przekazana Ukrainie                        |
| 93 Dywizja Zmechanizowana                  |                                                  | Przekazana Ukrainie                        |
| 94 Dywizja Zmechanizowana                  | Przeformowana w 74BZ                             | Syberyjski OW / 28 KA/ Jurga               |
| 96 Dywizja Zmechanizowana                  | Przeformowana 5509 BSU w 1990                    | PUOW Kazań                                 |
| 97 Dywizja Zmechanizowana                  |                                                  | Przekazana Ukrainie                        |
| 99 Dywizja Zmechanizowana                  | Przeformowana w BSU                              | Dalekowschodni OW / 25KA/ Anadyr           |
| 100 Dywizja Zmechanizowana                 | 171 Centrum Szkolenia, rozformowana              |                                            |
| 107 Dywizja Zmechanizowana                 | Rozformowana w 1992                              |                                            |
| 108 Dywizja Zmechanizowana                 |                                                  | Przekazana Uzbekistanowi                   |
| 111 Dywizja Zmechanizowana                 | Przeformowana w 23BSU                            | Leningradzki OW / 6 A / Sartawala          |
| 115 Dywizja Zmechanizowana                 | Przeformowana w 5188BSU 1989                     | Lleningradzki OW / Wałdaj                  |
| 118 Dywizja Zmechanizowana                 | Przeformowana w 126 DFort                        | Dalekowschodni OW / 43 KA/ Birobidżan      |
| 120 Dywizja Zmechanizowana                 |                                                  | Przekazana Białorusi                       |
| 121 Dywizja Zmechanizowana                 | 291 Centrum Szkolenia                            | DOW / 5A / Sybircewo                       |
| 122 Dywizja Zmechanizowana                 | Utrzymana do 2008                                | Zabajkał / 36A / Dauria                    |
| 130 Dywizja Zmechanizowana                 | Przeformowana w 129 DFort                        | DOW / 5A / Barabasz                        |
| 126 Dywizja Zmechanizowana                 | Przekazana WB FCz                                | Przekazana Ukrainie                        |
| 127 Dywizja Zmechanizowana                 | Przeformowana w 102BW Armenia                    | Zakaukaski OW / Leninakan                  |
| 128 Dywizja Zmechanizowana                 |                                                  | Przekazana Ukrainie                        |
| 129 Dywizja Zmechanizowana                 | 392 Centrum Szkolenia                            | DOW / Kniaź Wolkoński                      |
| 131 Dywizja Zmechanizowana                 | Przeformowana w 200 BZ                           | LOW / 6A / Peczenga                        |
| 134 Dywizja Zmechanizowana                 | Rozformowana - 1989                              |                                            |
| 135 Dywizja Zmechanizowana                 | Przeformowana w 130 DFort                        | DOW / 15A/ Lesozawodzk                     |
| 136 Dywizja Zmechanizowana                 |                                                  | Przekazana Ukrainie                        |
| 144 Dywizja Zmechanizowana                 | Przeformowana w 4944BSU                          | MOW Elnia                                  |
| 145 Dywizja Zmechanizowana                 | Przeformowana w 12BSU                            | Gruzja Batumi                              |
| 146 Dywizja Zmechanizowana                 | Przeformowana w 3807BSU 1989                     | LOW / Czarna Rzeczka                       |
| 147 Dywizja Zmechanizowana                 | Przeformowana w 6026BSU                          | Zabajkła Ahałkalaki                        |
| 149 Dywizja Zmechanizowana                 | Przeformowana w 168 BZ                           | Zabajkał / 36A / Borzja                    |
| 150 Dywizja Zmechanizowana                 | 213 Centrum Szkolenia                            | Zabajkał Borzja                            |
| 152 Dywizja Zmechanizowana                 | Rozformowana w 1991                              |                                            |
| 155 Dywizja Zmechanizowana                 |                                                  | Przekazana Kazachstanowi                   |
| 157 Dywizja Zmechanizowana                 |                                                  | Przekazana Ukrainie                        |
| 161 Dywizja Zmechanizowana                 |                                                  | Przekazana Ukrainie                        |
| 164 Dywizja Zmechanizowana                 |                                                  | Przekazana Armenii                         |
| 167 Dywizja Zmechanizowana                 |                                                  | Przekazana Kazachstanowi                   |
| 172 Dywizja Zmechanizowana                 |                                                  | Przekazana Ukrainie                        |
| 180 Dywizja Zmechanizowana                 |                                                  | Przekazana Ukrainie                        |
| 192 Dywizja Zmechanizowana                 | Przekazana WW MSW                                |                                            |
| 194 Dywizja Zmechanizowana                 | Przeformowana w BZ                               | DOW /15A / Flabarowsk                      |
| 199 Dywizja Zmechanizowana                 | Przeformowana 5506 BSU                           | DOW / 5A / Krasnyj Kut                     |
| 201 Dywizja Zmechanizowana                 | Przeformowana w 201 BW                           | Duszanbe                                   |
| 203 Dywizja Zmechanizowana                 |                                                  | Przekazana Kazachstanowi                   |
| 206 Dywizja Zmechanizowana                 | Przeformowana w 5347 BSU                         | MOW / 13KA / Tambow                        |
| 207 Dywizja Zmechanizowana                 | Rozformowana - 1992                              |                                            |
| 2013 Dywizja Zmechanizowana                | Przeformowana w BSU                              | PUOW / Tockoje                             |
| 216 Dywizja Zmechanizowana                 | Rozformowana - 1989                              |                                            |
| 218 Dywizja Zmechanizowana                 | Przeformowana w BSU                              | SOW / Abakan                               |
| 219 Dywizja Zmechanizowana                 | Przeformowana BSU                                | DOW / Wozzajewka                           |
| 242 Dywizja Zmechanizowana                 | Przeformowana w 5350BSU                          | SOW /41 A / Abakan                         |
| 245 Dywizja Zmechanizowana                 | Przeformowana BSU                                | SOW / 57 KA                                |
| 254 Dywizja Zmechanizowana                 |                                                  | Przekazana Ukrainie                        |
| 262 Dywizja Zmechanizowana                 | Utrzymana do 2008                                | DOW / 35A / Wozżajewka                     |
| 265 Dywizja Zmechanizowana                 | Przeformowana w 5507BSU 1989                     | DOW / Jekaterynowka                        |
| 266 Dywizja Zmechanizowana                 | Przeformowana w 5508BSU 1989                     | DOW / 35A / Rajczyhińsk                    |
| 270 Dywizja Zmechanizowana                 | Utrzymana do 2008                                | DOW / 15 A / Komsomolsk                    |
| 272 Dywizja Zmechanizowana                 | Przeformowana w 128 DFort                        | DOW / 43KA / Babstowo                      |
| 277 Dywizja Zmechanizowana                 | Przeformowana w 127 DFort                        | DOW / 5A / Sergiejewna                     |
| 287 Dywizja Zmechanizowana                 |                                                  | Przekazana Ukrainie                        |
| 295 Dywizja Zmechanizowana                 |                                                  | Przekazana Azerbejdżanowi                  |